# Дворец спорта Блауграна

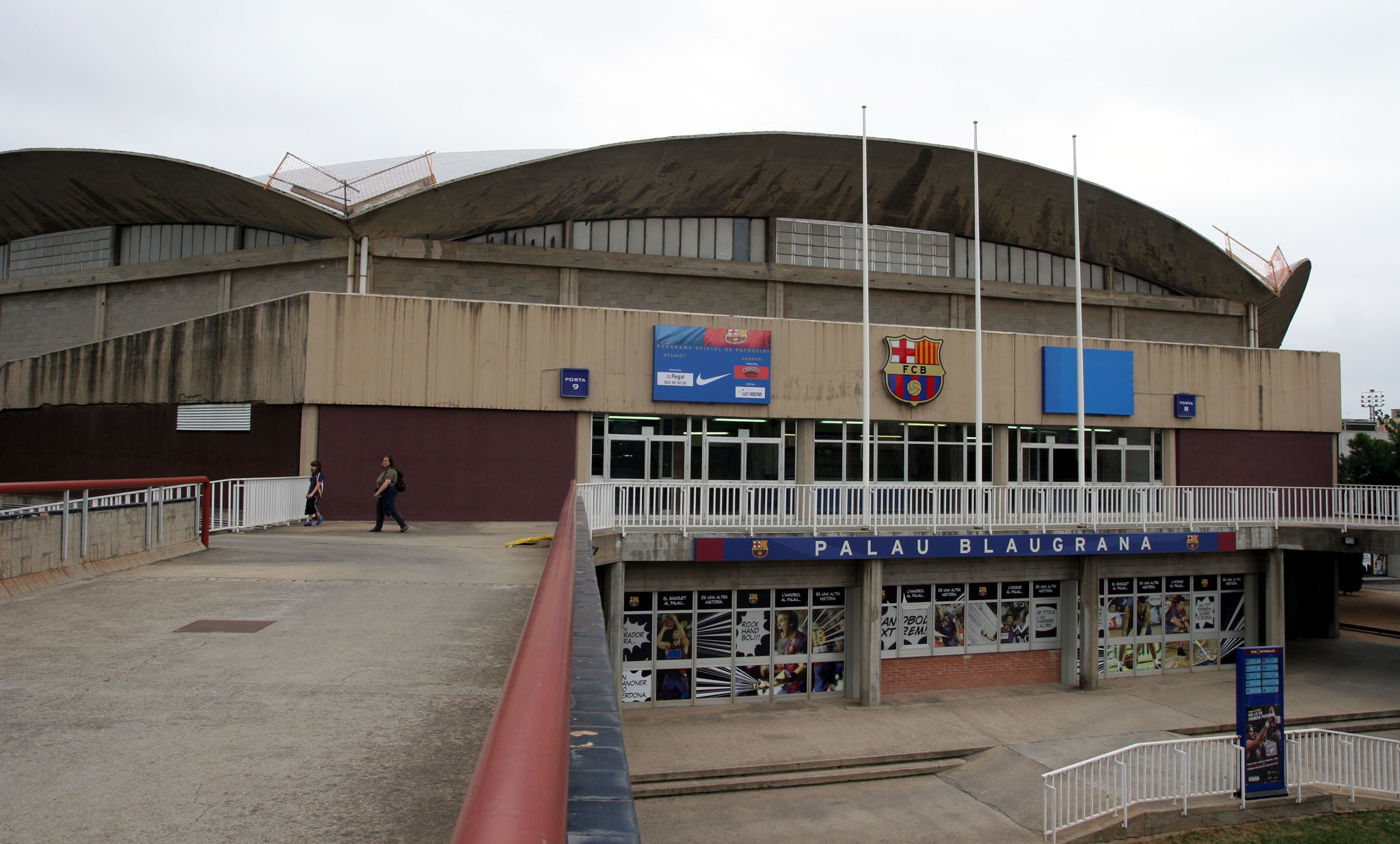
Дворец спорта Блауграна. Октябрь 2008

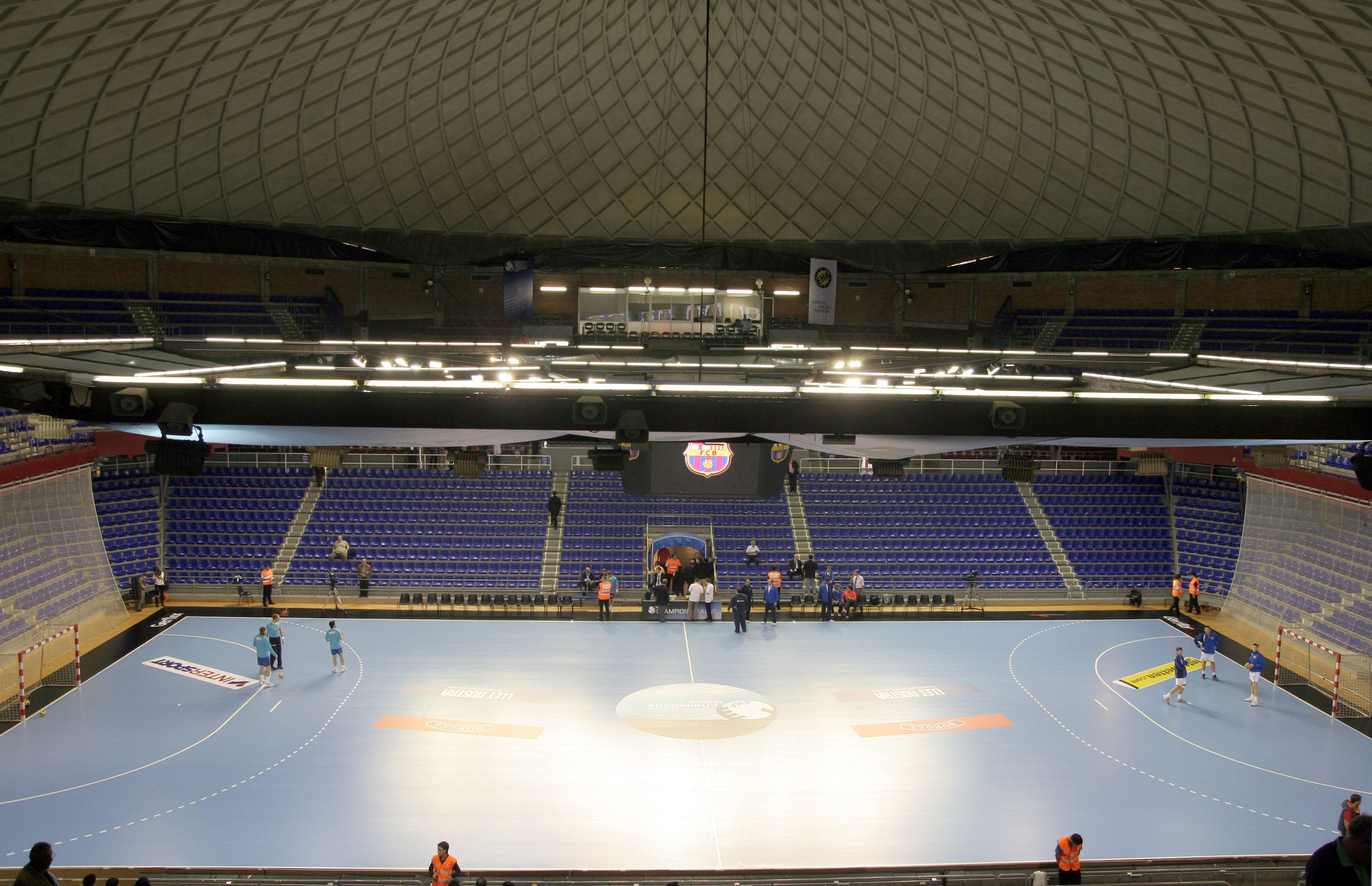
Дворец Блауграна перед гандбольным матчем

Дворец спорта Блауграна (кат. Palau Blaugrana — сине-гранатовый дворец) — спортивная арена в Барселоне, принадлежит футбольному клубу «Барселона».
Блауграна может вместить 7 585 зрителей и является домашней площадкой баскетбольного и гандбольного клубов «Барселона», а также команд по хоккею на роликах и футзалу.
Спортивный дворец был построен в 1971 году первоначально на 5696 зрительских мест. В 1994 году последовала реконструкция сооружения. Блауграна находится между Мини Эстади (домашним стадионом резервной команды) и всемирно известным Камп Ноу.